# Resville församling
Resville församling var en församling  i Skara stift i nuvarande Lidköpings kommun. Församlingen uppgick efter 1546 i Norra Härene församling.
Kyrkan låg i Resville.

## Administrativ historik
Församlingen har medeltida ursprung och uppgick efter 1546 i Norra Härene församling, efter att före dess ingått i samma pastorat.